# Pierre Declercq
Pour les articles homonymes, voir Declercq.
Pierre Declercq, né à Halluin le 30 mai 1938  et mort assassiné le 19 septembre 1981 au Mont-Dore en Nouvelle-Calédonie, est une personnalité politique française, partisan de l'indépendance de la Nouvelle-Calédonie.

## Biographie
Enseignant au Sacré-Cœur à Tourcoing, il arrive en Nouvelle-Calédonie en 1968, après un service militaire en coopération en 1965. Il devient secrétaire général de l'Union calédonienne en 1977 et siège à l'Assemblée territoriale de Nouvelle-Calédonie de 1977 à 1981 .
Il est reçu par le président de la République François Mitterrand le 23 juillet 1981 avec une délégation de l'Union calédonienne. Il est assassiné le 19 septembre 1981 à son domicile à Robinson, près de Nouméa. Après une enquête, souvent jugée légère, ses assassins n'ont jamais été appréhendés.